# James Ramsden
James Ramsden (né le 25 février 1822, probablement à Bolton – mort le 19 octobre 1896 à Barrow-in-Furness) est un ingénieur, industriel et aménageur anglais, qui joue un rôle déterminant dans l'expansion du port maritime de Barrow-in-Furness et dans l'industrialisation du Lancashire. Il obtient en 1867 pour Barrow le statut de borough et est cinq fois de suite maire de cette ville,.

## Biographie
James Ramsden est l'un des fils d'un fabricant de roues hydrauliques du Lancashire. Il est apprenti dans une firme de Liverpool, Bury, Curtis, & Kennedy avant de devenir en janvier 1846 l'ingénieur de la Furness Railway Company. Spécialiste des locomotives, il accède rapidement aux fonctions de secrétaire général de la compagnie, et devient directeur exécutif en 1866. Il épouse Hannah Mary Edwards de Wallasey (Cheshire) en 1853. Leur unique fils, Frederic James Ramsden (1859–1941), devient à son tour directeur de Furness Railway.
En 1866, Ramsden devient directeur des fonderies locales, Barrow Hematite Steel Company, société par actions dont les débouchés sont tributaires du chemin de fer, puis en 1875, il prend aussi la direction des arsenaux, The Barrow Shipbuilding Company.
Ramsden se fait construire aux franges de la ville une vaste maison, Abbots Wood. De là, il dirige pratiquement toutes les affaires de la ville, notamment les premiers aménagements des chantiers navals, le creusement du port en eau profonde de Barrow, et le développement tentaculaire de la sidérurgie. C'est aussi un philanthrope, qui s'investit énormément dans les institutions sociales et civiques de Barrow.

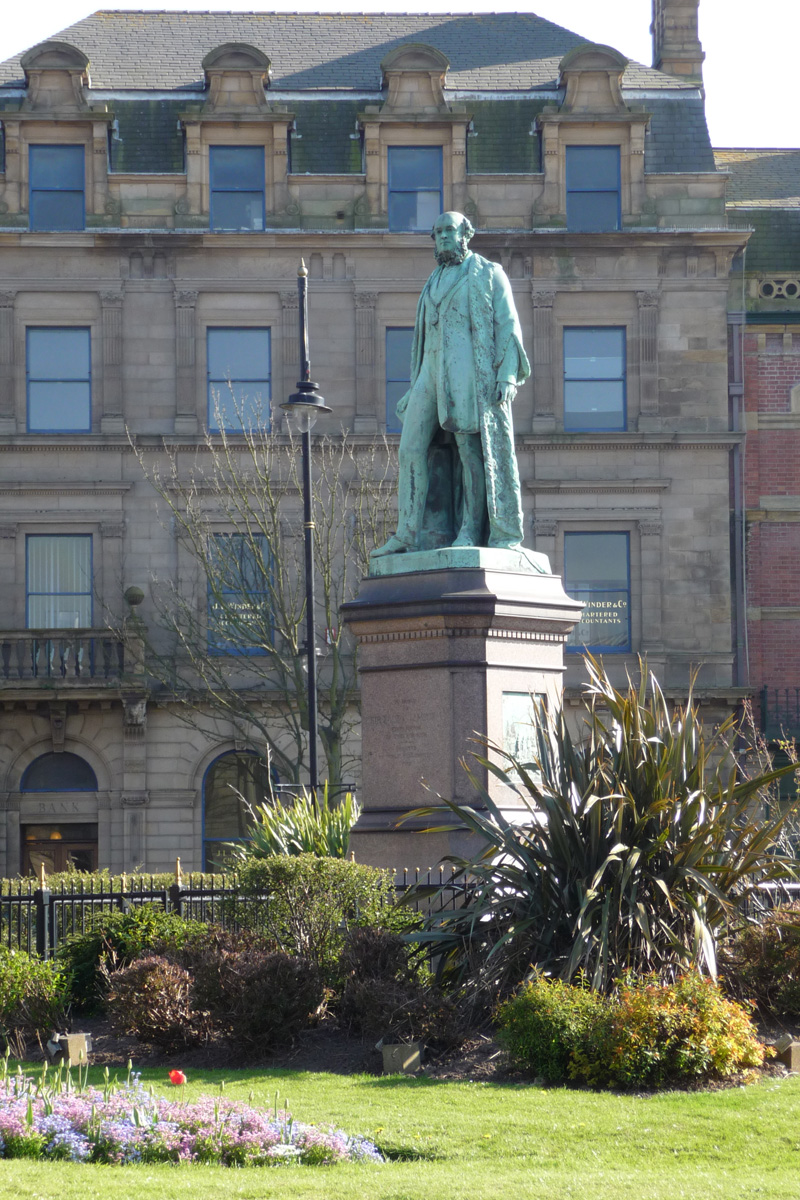
Statue de James Ramsden dans Ramsden Square.

Promu haut-sheriff du comté sur proposition du duc de Devonshire, Ramsden est anobli en 1872, et la même année, sa statue, coulée par Matthew Noble, est inaugurée dans le « Ramsden Square », à Barrow-in-Furness. Son portrait est conservé dans l'hôtel de ville. Cependant, Ramsden reste un provincial, qui refuse les offres, lorsque Barrow devient chef-lieu de circonscription en 1885, de se présenter à la députation.